# Île Peuvereau
Île Peuvereau är en ö i Kanada.   Den ligger i provinsen Québec, i den östra delen av landet, 600 km norr om huvudstaden Ottawa.
Trakten runt Île Peuvereau är nära nog obefolkad, med mindre än två invånare per kvadratkilometer.